# Пауэр-метал
Па́уэр-ме́тал (англ. power metal — энергичный металл) — одно из направлений металла, сложившееся во второй половине 1980-х. Основные атрибуты жанра — скорость, сложность и мелодичность гитарных партий, чистый высокий вокал и бэк-вокал.
Пауэр-метал характеризуется более высокой скоростью исполнения, чем «классический» хеви-метал, но большей мелодичностью, чем спид-метал и трэш-метал. По сравнению со многими другими видами металла пауэр-метал — бодрая и оптимистичная музыка (иногда его в шутку называют «happy metal» — «весёлый метал»). Тексты песен в этом жанре часто бывают посвящены фантастике, фэнтези и средним векам, многие группы записывают концептуальные альбомы и ставят рок-оперы на эти темы. Наибольшее распространение этот жанр получил в Европе, особенно в Германии и cкандинавских странах.
Пауэр-метал повлиял на появление жанра симфоник-метал и в XXI веке во многом слился с ним; симфонические аранжировки начали использовать даже такие ветераны пауэр-метала как Blind Guardian. Наряду с группами, играющими традиционный пауэр (такими как Helloween и Gamma Ray), теперь существует множество групп, исполняющих просто «мелодичный метал» с элементами пауэр-, хэви- и симфоник-метала (таких как Avantasia и Kamelot), которые тоже обычно причисляют к пауэр-металу.

## История
Как американский, так и европейский пауэр-метал зародился под влиянием таких групп как Rainbow, Iron Maiden и Judas Priest. В работах английских рок-групп 70-х и 80-х уже встречались быстрые, энергичные композиции и тексты о фэнтези и средних веках — те элементы, которые позже лягут в основу жанра. Некоторые называют первой пауэр-металлической песней композицию Rainbow «Kill the King» из альбома Long Live Rock'n'Roll (1978), хотя ни термин, ни жанр в то время не появились, и точнее будет сказать, что подобные композиции повлияли на появление пауэр-метала в будущем.

### Американский пауэр-метал (протопауэр)
Название стиля «power metal» впервые прозвучало в США в первой половине 1980-х годов. Так называли музыку таких групп, как Manowar, Virgin Steele, Manilla Road, Iced Earth, которые в наше время обычно относят к спид-метал или хеви-метал. Эти группы послужили прототипом для современного пауэр-метала, придав ему скорость, энергию и военно-историческую патетику. Аналогичную музыку в Германии играли: Blind Guardian, Grave Digger, Rage и некоторые другие группы, но в Европе для неё был принят термин «спид-метал».
Со временем в Америке этот стиль был поглощён более популярным стилем трэш-метал, который является развитием спид-метала в сторону большей агрессии и тяжести. Американские пауэр-метал-группы нынешнего поколения, такие как Kamelot и HolyHell, уже играют «европейский», более мелодичный пауэр, не похожий на спид и трэш.

### Европейский пауэр-метал
В середине 80-х годов XX века такие немецкие группы, как Running Wild и Helloween, стали привлекать внимание слушателей к мелодике в песнях и композициях. Они предприняли попытку смешать быстрые спид-метал-риффы с гитарным мелодизмом, мощным вокалом в стиле Iron Maiden и чистым звуком музыкальных инструментов. Так зародилась первая волна немецкого пауэр-метал, самыми значительными группами которой, помимо упомянутых, стали Blind Guardian и Gamma Ray. С тех пор немецкий пауэр-метал широко распространился и стал популярным по всему континенту, включая и Россию. Шведский гитарист-виртуоз Ингви Мальмстин также стал одним из родоначальников европейского пауэр-метала. В 1996 году образовались шведская группа Narnia и финская группа Nightwish, которые также играли в этом стиле. В США в 1990-е годы начали появляться такие группы, как Kamelot, исполняющие чисто европейский пауэр-метал.
Среди современного европейского пауэр-метала можно условно выделить так называемые школы пауэр-метала, значительно отличающиеся по звучанию, хотя зачастую происходит смешение стилей и техник. Обычно говорят о разделении на итальянскую, немецкую и финскую школы, основоположниками которых считают, соответственно, Rhapsody of Fire, Helloween и Stratovarius.
В России пауэр-метал появился в начале 1990-х годов и представляет собой европейскую разновидность этого жанра. Первыми в России играть пауэр-метал начали Archontes и Shadow Host (1993), затем Эпидемия (1995), позже появились группы Catharsis (1996), Arida Vortex (1998), Арда (2000), Арктида (2003), Харизма (2004), Мужчины в Металле (2008). На украинской пауэр-сцене заметны группы Реанимация (2000) и Power Tale (2013). Важной вехой в истории российского метала стала «Эльфийская рукопись», пауэр-метал-опера группы «Эпидемия». В её записи приняли участие музыканты крупнейших российских метал-коллективов, таких как «Ария», «Чёрный обелиск», «Arida Vortex» и другие.

### Симфонический пауэр-метал
Особую разновидность пауэр-метал породило введение в музыку пауэр-групп клавишных инструментов, синтезаторов. Синтезаторы сначала исполняли функцию фонового инструмента, изображая обычно симфонические или народные инструменты, такие как флейта, скрипка, горн. Эта тенденция особенно ярко проявилась в первых же альбомах Nightwish и Rhapsody of Fire, чьи клавишники — Туомас Холопайнен и Алекс Старополи, соответственно, — являются одними из наиболее заметных клавишников в рок-музыке и авторами песен в своих группах.
Со временем партии клавишных становились более полноценными, появлялись соло на клавишных. Тогда же более богатые группы начали записываться с приглашёнными музыкантами и целыми оркестрами, а не только имитировать их игру с помощью синтезатора. В результате такого смешения с симфоник-металом получился симфонический пауэр-метал. Его тенденциям следуют такие группы, как Powerwolf, Nightwish (на ранних альбомах), Rhapsody of Fire, Catharsis, Versailles, Tears of Magdalena, Dark Moor, Kamelot.

### Другие смешения
Существует множество групп, в музыке которых скорость и виртуозное солирование пауэр-метала соединяются с элементами других видов металла. Особенно тесно пауэр сливается с хеви и спид/трэш, границу между этими жанрами всегда трудно провести. Alestorm, Mago de Oz и Turisas (на дебютном альбоме) сочетают пауэр и фолк-метал; Children of Bodom, Kalmah, Norther, Wintersun — пауэр и мелодик-дэт; Týr — пауэр и викинг (этот жанр также называют «скандинавским пауэр-металом»); Symphony X — пауэр и прогрессив, Yngwie Malmsteen и Narnia — пауэр, прогрессив и неоклассический металл.

## Тематика
Лирика пауэр-метала, как правило, лишена явного социального протеста, присущего многим жанрам рок-музыки, и является более позитивной и неконфликтной, что во многом способствует коммерческому успеху групп. Хотя в ней часто встречаются повествования о войнах и сражениях, упор делается не на упоение боем и насилием, а на рыцарскую честь и доблесть.
Весьма популярной темой песен в современном пауэр-метале является фэнтези и вообще фантастика, для которой характерны уход от реальности, вымысел, сказочность, героизм. Так, основной тематикой текстов Blind Guardian являются фантастические произведения. В 1998 году эта группа записала концептуальный альбом «Nightfall In Middle-Earth» по «Сильмариллиону» Дж. Р. Р. Толкина. Традиция фэнтези в текстах поддержана такими группами, как Rhapsody, Kamelot, Avantasia, Эпидемия, выпускавшими концептуальные альбомы с сюжетами в жанре фэнтези. Эти группы часто называют «эпик-пауэр» или «фэнтези-пауэр» за их тексты. Другая популярная тема — исторические события, реально происходившие сражения. Яркие тому примеры — группа Sabaton, отчасти Iced Earth и Grave Digger. Одни из основателей жанра, Running Wild, почти всю свою дискографию посвятили теме пиратов.
Отвлеченные лирические темы, такие как личные переживания, мировоззрение и любовь, также распространены. Лирику можно в изобилии встретить у Sonata Arctica, Stratovarius, Nightwish.

## Музыкальная характеристика стиля
Современный пауэр-метал базируется на мощном звуке и помпезных гармониях и легко запоминающихся мелодиях, исполняется обычно на высоких скоростях, корнями уходящих в спид-метал. Для пауэр-метала характерны насыщенные фоновые инструментальные партии, построенные по классическим канонам. При студийной звукозаписи зачастую применяется прием записи партий нескольких инструментов с одного синтезатора с последующим микшированием. Многие музыканты имеют классическое музыкальное образование.
Вокал в пауэр-метале обычно «чистый», в противес вокалам в дэт- и блэк-метале, поэтому вокальные партии исполняют довольно подготовленные певцы. Следуя традициям Брюса Дикинсона и Роба Хэлфорда, пауэр-метал вокалисты имеют тенденцию петь высокими голосами и часто даже фальцетом. Такие певцы, как Ханси Кюрш из Blind Guardian, часто при записи альбомов используют вокальное многоголосие, истоками восходящее к группе Queen. Некоторые группы для записи или живых выступлений привлекают хоры. Часто используется женский оперный вокал (обычно сопрано). Однако множество групп этого жанра наряду с чистым вокалом всё же используют вставки скриминга. Обычно это исполнители, не до конца отошедшие от спид-металлических корней (те же Blind Guardian, поздняя Sonata Arctica и др.).
Поскольку вокалисты в пауэр-метале играют очень значительную роль в группе, они часто не могут быть также гитаристами и бас-гитаристами. Именно ради сосредоточения на пении Ханси Кюрш перестал играть на бас-гитаре после выхода альбома «Nightfall in Middle-Earth». По этой же причине группа Helloween пригласила Михаэля Киске на роль вокалиста, хотя на первых двух альбомах пел гитарист Кай Хансен. Когда же Кай создал свою группу Gamma Ray, он на место вокалиста пригласил Ральфа Шиперса. Но всё же после того, как Ральф ушёл из группы, Кай снова начал совмещать обязанности вокалиста и гитариста.
В пауэр-метале гитаристы и басисты обычно играют быстрые музыкальные пассажи с нечастой и медленной сменой аккордов, с гармоническим темпом, меняющимся от более быстрого к менее быстрому. Но быстрые и мелодичные гитарные соло можно услышать на каждом альбоме любой группы.
Ударники часто играют на двух бас-бочках для большей скорости. Также они играют постоянный поток шестнадцатых нот с акцентом на ритме малого барабана. Многие группы отрицают такую формулу, но всё же она остаётся на удивление универсальной.
Немало групп также используют клавишные, которые, впрочем, не являются главенствующим инструментом. Они лишь создают определённый фон в музыке. Но всё же некоторые группы, к примеру итальянская Rhapsody, постоянно используют в записи клавишные и симфонические элементы. Поэтому Rhapsody часто называют «Hollywood Metal» за помпезное звучание.
Некоторые коллективы при записи или на концертах используют отдельные классические инструменты (в основном струнные) или целые оркестры. Сценическое решение живых выступлений зачастую отличается динамизмом и театральностью, наличием большого количества костюмов и шоу-элементов.
Пауэр-метал очень популярен как стиль в Европе, Японии, некоторых странах Южной Америки, и также всё больше и больше приобретает популярность в Северной Америке.

## Величайшие альбомы по версииLoudwire
В 2017 году Loudwire, американский онлайн-журнал, посвященный хард-року и металу, опубликовал топ-25 пауэр-метал-альбомов всех времён. Места с 1-го по 10-е заняли:
1. Helloween — Keeper of the Seven Keys, Pt. 2 (1988)
2. Blind Guardian — Imaginations from the Other Side (1995)
3. Helloween — Keeper of the Seven Keys, Pt. 1 (1987)
4. Gamma Ray — Land of the Free (1995)
5. Symphony X — The Odyssey[англ.] (2002)
6. Stratovarius — Visions (1997)
7. Lost Horizon — A Flame to the Ground Beneath[англ.] (2003)
8. Symphony X — The Divine Wings of Tragedy[англ.] (1997)
9. Rhapsody — Power of the Dragonflame (2002)
10. Nightwish — Oceanborn (1998)